# Jason Sehorn
(en) Statistiques sur pro-football-reference
Jason Heath Sehorn (né le 15 avril 1971 à Sacramento) est un joueur américain de football américain ayant évolué au poste de cornerback (puis de safety en fin de carrière).

## Biographie
Il a joué au football universitaire pour le Shasta College (en) (1990–1991) et les Trojans de l'USC (1992–1993).
Alt a été sélectionné 59e (deuxième tour) par les Giants de New York en National Football League (NFL) lors de la draft 1994 de la NFL.
Il a joué avec les Giants de New York (1994–2002) et les Rams de Saint-Louis (2003).
Il est resté notable comme l'un des rares cornerback blanc professionnel en NFL,.
Il a été marié à l'actrice Angie Harmon.